# Diaounga
Diaounga est une commune située dans le département de Titabé, dans la province du Yagha, région du Sahel, au Burkina Faso.